# Halopyrum mucronatum
Halopyrum es un género monotípico de plantas herbáceas perteneciente a la familia de las poáceas. Su única especie: Halopyrum mucronatum (L.) Stapf, es originaria de la costa del Océano Índico.

## Sinonimia
- Brizopyrum mucronatum (L.) Nees
- Desmazeria unioloides Deflers
- Eragrostis mucronata (L.) Deflers
- Triticum repens Thwaites
- Uniola mucronata L.[2]